# Chingo
Le Chingo est un stratovolcan situé à la frontière entre le Guatemala et le Salvador.
Il est situé dans la municipalité d'Atescatempa, et bordé par les villages d'El sitio, Estanzuela, Zompopero, Ixtenam et Papaturro qui font partie du département de Jutiapa.
Son versant sud-est fait partie du département de Santa Ana, au Salvador.
Il se situe non loin du lac de Güija.